# Ronde van Italië 2019/Vierde etappe
De vierde etappe van de Ronde van Italië 2019 was een rit over 235 kilometer tussen Orbetello en Frascati. De etappe liep over glooiende wegen in Toscane en Lazio. Het leek op papier een etappe voor de sprinters, maar schijn bedriegt: de laatste twee kilometers liepen heuvelop en begon met een stuk van zeven procent. Punchers hadden dus ook een kans, mits zij de sprinters de baas konden zijn. In deze etappe kwamen een aantal renners ten val, met Tom Dumoulin als grootste slachtoffer. 
| Orbetello – Frascati (219,0 km) |                    |                       |          |
| Plaats                          | Naam               | Ploeg                 | Tijd     |
| 1                               | Richard Carapaz    | Movistar Team         | 5u58'17" |
| 2                               | Caleb Ewan         | Lotto Soudal          | z.t.     |
| 3                               | Diego Ulissi       | UAE Team Emirates     | z.t.     |
| 4                               | Pascal Ackermann   | BORA-hansgrohe        | + 2"     |
| 5                               | Florian Sénéchal   | Deceuninck–Quick-Step | z.t.     |
| 6                               | Primož Roglič      | Team Jumbo-Visma      | z.t.     |
| 7                               | Valerio Conti      | UAE Team Emirates     | + 14"    |
| 8                               | Miguel Ángel López | Astana Pro Team       | + 18"    |
| 9                               | Arnaud Démare      | Groupama-FDJ          | z.t.     |
| 10                              | Simon Yates        | Mitchelton-Scott      | z.t.     |
|                                 |                    |                       |          |
| 12                              | Bauke Mollema      | Trek-Segafredo        | z.t.     |
| 39                              | Tosh Van der Sande | Lotto Soudal          | + 3'17"  |

| Algemeen klassement |                    |                       |           |
| Plaats              | Naam               | Ploeg                 | Tijd      |
| Roze trui           | Primož Roglič      | Team Jumbo-Visma      | 16u19'20" |
| 2                   | Simon Yates        | Mitchelton-Scott      | + 35"     |
| 3                   | Vincenzo Nibali    | Bahrain Merida        | + 39"     |
| 4                   | Miguel Ángel López | Astana Pro Team       | + 44"     |
| 5                   | Diego Ulissi       | UAE Team Emirates     | z.t.      |
| 6                   | Rafał Majka        | BORA-hansgrohe        | + 49"     |
| 7                   | Bauke Mollema      | Trek-Segafredo        | + 55"     |
| 8                   | Damiano Caruso     | Bahrain Merida        | + 56"     |
| 9                   | Bob Jungels        | Deceuninck–Quick-Step | + 1'02"   |
| 10                  | Davide Formolo     | BORA-hansgrohe        | + 1'06"   |
|                     |                    |                       |           |
| 39                  | Tosh Van der Sande | Lotto Soudal          | + 3'17"   |

1e etappe ·
2e etappe ·
3e etappe ·
4e etappe ·
5e etappe ·
6e etappe ·
7e etappe ·
8e etappe ·
9e etappe ·
10e etappe ·
11e etappe ·
12e etappe ·
13e etappe ·
14e etappe ·
15e etappe ·
16e etappe ·
17e etappe ·
18e etappe ·
19e etappe ·
20e etappe ·
21e etappe
Startlijst · Eindstanden · Afbeeldingen